# Marian Sypniewski
Marian Sypniewski (* 30. April 1955 in Bydgoszcz) ist ein ehemaliger polnischer Fechter.

## Erfolge
Marian Sypniewski wurde mit der Mannschaft 1978 in Hamburg Weltmeister. 1983 gewann er in Wien Bronze im Einzelwettbewerb und sicherte sich mit der Mannschaft auch 1993 in Essen Bronze. Dreimal nahm er an Olympischen Spielen teil: bei den Olympischen Spielen 1980 in Moskau zog er mit der polnischen Florett-Equipe ins Halbfinale ein, in dem sie sich der Sowjetunion mit 7:9 geschlagen geben musste. Gemeinsam mit Lech Koziejowski, Adam Robak und Bogusław Zych erhielt er nach einem anschließenden 9:5-Sieg gegen die Mannschaft der DDR die Bronzemedaille. Mit der Säbel-Mannschaft verpasste er als Vierter knapp einen weiteren Medaillengewinn. 1988 belegte er in Seoul den 27. Platz in der Einzelkonkurrenz, während er mit der Florett-Mannschaft Fünfter wurde. Vier Jahre darauf schied er im Viertelfinale des Einzelwettbewerbs aus und schloss diesen auf Rang sechs ab. Mit der Florett-Mannschaft erreichte Sypniewski wie schon 1980 das Halbfinale, das Kuba mit 9:7 gewann. Das Gefecht um Rang drei gegen Ungarn gewann die polnische Equipe mit 9:4, sodass Sypniewski zusammen mit Piotr Kiełpikowski, Adam Krzesiński, Cezary Siess und Ryszard Sobczak eine weitere Bronzemedaille erhielt. Auf nationaler Ebene wurde er 1982, 1986 und 1988 polnischer Einzelmeister, sowie zwischen 1982 und 1989 sechsmal mit der Mannschaft.
Nach seiner aktiven Karriere wurde er als internationaler Kampfrichter beim Weltverband tätig.